# Angustonicus pinorum
Angustonicus pinorum är en kackerlacksart som beskrevs av Pellens, R. 2004. Angustonicus pinorum ingår i släktet Angustonicus och familjen storkackerlackor.
Artens utbredningsområde är Nya Kaledonien. Inga underarter finns listade i Catalogue of Life.